# Diplazium taylorianum
Diplazium taylorianum är en majbräkenväxtart som först beskrevs av George Samuel Jenman och fick sitt nu gällande namn av William Ralph Maxon och George Richardson Proctor.
Diplazium taylorianum ingår i släktet Diplazium och familjen Athyriaceae. Inga underarter finns listade i Catalogue of Life.